# Styvstarr
Styvstarr (Carex bigelowii) är en gräslik växtart inom familjen halvgräs.